# 河内村 (大阪府)
河内村（こうちむら）は、大阪府南河内郡にあった村。現在の河南町中心部の南東にあたる。

## 地理
- 河川：梅川、馬谷川

## 歴史
- 1889年（明治22年）4月1日 - 町村制の施行により、石川郡弘川村・上河内村・下河内村・持尾村の区域をもって発足。
- 1896年（明治29年）4月1日 - 所属郡が南河内郡に変更。
- 1956年（昭和31年）9月30日 - 石川村・白木村・中村と合併して河南町が発足。同日河内村廃止。

## 名所・旧跡・観光スポット・祭事・催事
- 弘川寺